# Norra Albert
Norra Albert är ett nerlagt dagbrott för främst stenkol och lera strax norr om Billesholm i Bjuvs kommun. Gruvan var 25 meter djup och var i drift 1901–1932.   Den hade sitt namn efter Albert Oldenberg, som var stylelseledamot i Höganäs-Billesholm AB.
Under utgrävningar 2017–2022, som leddes av paleontologen Grzegorz Niedźwiedzki vid Uppsala universitet, uppvisades för allmänheten i oktober 2022 ett stort antal unika fynd av fossil från dinosaurier på platsen. 
Resultatet har ännu (oktober 2023) inte publicerats i någon vetenskaplig tidskrift.